# Jules-Édouard Alboize de Pujol
Édouard Joseph Félix Alboize, in arte Jules-Édouard Alboize de Pujol (Montpellier, 24 febbraio 1805 – Parigi, 9 aprile 1854), è stato un drammaturgo, librettista e storico francese.

## Biografia
Nacque a Montpellier nel 1805 e morì il 9 aprile 1854 a Parigi.
Direttore del Théâtre de Montmartre, Alboize de Pujol ha scritto diversi drammi e vaudeville, da solo o in collaborazione con altri specialisti quali: Paul Foucher, Charles Desnoyer, Julien de Mallian, Emmanuel Théaulon, Michel Masson. Lasciò anche alcune opere di storia, nelle quali ebbe modo di collaborare con Auguste Arnould e Auguste Maquet.

## Opere

### Teatro
- Christiern de Danemark, ou les masques noirs, con Paul Foucher;
- 1832: Le Russe ou un Conseil de guerre, épisode de novembre 1831, dramma in due atti con Charles Desnoyer;[3]
- 1832: L'Île d'amour, dramma in tre atti con Desnoyer;
- 1832: La Jolie Fille de Parme, dramma in 3 atti e in 7 quadri, preceduto da un prologo, con Julien de Mallian;
- 1833: Le Mariage par ordre, dramma-vaudeville in due atti con Desnoyer;
- 1834: Caravage (1599), dramma in tre atti con Desnoyer;
- 1835: La Traite des Noirs, dramma in cinque atti con Desnoyer;
- 1837: La Guerre des servantes, dramma in 5 atti e 7 quadri, con Emmanuel Théaulon e Charles Jean Harel;
- 1837: L'Idiote, dramma in 3 atti e in prosa;
- 1838: Rigoletti, ou le Dernier des fous, vaudeville in 1 atto, con Ernest Jaime;
- 1841: Le Tribut des cent vierges, con Bernard Lopez e E Duverger;
- 1846: Le Château des sept tours, preceduto da Les français in Égypte, épisode de 1799, prologo, dramma in 5 atti, con de Mallian;
- 1847: La croisée de Berthe: commedia-vaudeville in un atto, con Michel Masson;
- 1843: Redgauntlet, con Paul Foucher, dramma in 3 atti dall'omonimo romanzo di Walter Scott;
- 1852: Marie Simon, dramma in 5 atti, con Saint-Yves;.
- Les Chevaux du carrousel, ou le Dernier jour de Venise, dramma in 5 atti, con Paul Foucher;

## Libretti
- 1839: La Jacquerie, opera in 4 atti di Ferdinand Langlé e Alboize de Pujol, musica di Joseph Mainzer;
- 1849: Les Monténégrins, opéra-comique in 3 atti, libretto di Alboize e Gérard de Nerval, musica di Armand Limnander;
- 1852: Tabarin, opéra-comique in 2 atti, musica di Georges Bousquet;
- 1853: L'Organiste (L'Organiste dans l'embarras), opera in un atto, musica di Jean-Baptiste Weckerlin;

## Scritti storici
- Histoire de la Bastille depuis sa fondation (1374) jusqu'à sa destruction (1789), con Auguste Arnould e Auguste Maquet, Paris, Administration de Librairie, 1840.
- Description pittoresque de la succursale de l'hôtel royal des invalides à Avignon, con Arnoult e Maquet, Avignon, Bonnet fils, 1845.
- Les Prisons de l'Europe, con Auguste Maquet, Paris, Administration de Librairie, 1845.
- Fastes des Gardes nationales de France, Paris, Goubaud et Olivier, 1849.